# Musikverein Stuttgart-Hofen 1905
Der Musikverein Stuttgart-Hofen 1905 e.V., auch als Mvh oder Mv Hofen bezeichnet, ist einer der ältesten und der größten Musikvereine Stuttgarts. Der Musikverein Stuttgart-Hofen hat sieben Kapellen und über 400 Mitglieder. Außerdem ist der Musikverein für seine Jugendarbeit und sein Sommerfest bekannt. Die musikalische Leistung wird vom Blasmusik Verband Baden-Württemberg als Oberstufe eingeschätzt.

## Der Verein
Der Musikverein Stuttgart-Hofen wurde im Jahr 1905 gegründet. Seit 1969 betreibt er eine eigene Jugendmusikschule und eine Jugendkapelle. Es gibt sieben verschiedene Kapellen für verschiedene Altersgruppen. Ab dem Alter von circa sechs Jahren können Kinder Blockflöte lernen und ab circa dem zehnten Lebensjahr ist eine Ausbildung mit anderen Instrumenten möglich (Klarinette, Saxophon, Querflöte, Trompete, Tenorhorn, Bariton, Posaune, Tuba, Horn, Schlagzeug). Sobald die Kinder ihr Instrument relativ gut beherrschen, können sie in der zweiten Jugendkapelle mitspielen. Nach einigen Jahren Kapellenerfahrung können sie in der ersten Jugendkapelle mitspielen. Ab einem Alter von 16 Jahren ist es dann möglich, in der Hauptkapelle mitzuspielen, die über 70 Musikanten umfasst. In der Hauptkapelle spielen Musiker zwischen 16 und 80 Jahren zusammen. Finanziert wird der Verein zu großen Teilen mit dem Sommerfest, das jährlich von Fronleichnam an vier Tage lang auf der Hofener Festwiese stattfindet.

## Konzertreisen
Zahlreiche Konzertreisen führten in die USA in den Jahren 1976, 1980, 1989 und 1999, nach Russland 1993, nach Ungarn 1987, nach Wilhelmshaven 1990,
nach Polen 1999 und 2001, nach Italien in den Jahren 1984, 1988, 1993, 2004 und 2006
nach Frankreich 1998 und 2002, nach Österreich 1998 und 1999, in die Schweiz 2001 und nach Wales im Jahr 2015.

## Höhepunkte
Höhepunkte waren 1984 die Musikalische Mitgestaltung des ersten 6-Tagerennens in Stuttgart, 1986 die Wahl zum Publikumsliebling beim „Blasmusikwettstreit“ in der Hanns-Martin-Schleyer-Halle, 1992 zur Auszeichnung mit dem 1. Platz bei der „Nacht der Volksmusik“ in der Hanns-Martin-Schleyer-Halle, 1984 und 1988 die Musikalische Umrahmung der Besuche des Bundeskanzlers Kohl in Stuttgart, 2000 bei der Teilnahme an der EXPO 2000 / Wilhelmshaven „EXPO am Meer,“ 2010 die Musikalische Mitgestaltung der SWR-Sendung „Sonntagstour,“ 2016 Kursaalkonzert mit dem Gesangverein Stuttgart-Hofen, die Teilnahme an den Volksfest-Festumzügen, -Eröffnungen und -Ausklängen, die Auftritte beim Lichterfest auf dem Stuttgarter Killesberg und die Kirchenkonzerte mit Musical-Sängerin Helena Blöcker.

## Diskografie
- Der Musikverein Stuttgart-Hofen spielt auf, 1976
- Aus Hofen kommt die Musik, 1988
- Wir sind die Hofener Blasmusik, 1991
- Jugend-Lehrgangskonzerte, 1991
- Nachtgrabba-Zeit, 1994
- Jubiläumskonzert – 90 Jahre Musikverein Hofen, 1995
- Hofener Highlights, 1996
- Haupt- und Jugendkapelle zum 100. Jubiläum des MVH, 2005[6]